# Асени (династія)

Болгарія 1230 року за Івана II Асена

Асе́ни (болг. Асеневци) — династія болгарських царів, які правили між 1187 та 1280 роками. Династія заснована братами Петром та Іваном Асеном, від прізвиська останнього власне й отримала назву династія. На межі 1185 та 1186 років через підвищення податків у Болгарії почалось повстання проти Візантії, яке очолили брати. У результаті перемоги повстання було створено Друге Болгарське царство, першими правителями якого і стали брати.
Перші царі з династії Асенів носили титул «Царі Болгар і Валах», у роки найвищого розквіту держави цар Іван Асен II називав себе «Цар Болгар і Грек».

## Походження
Походження династії, особливо національність трьох братів Асенів (Петра, Івана та Калоян) залишаються предметом дискусії. Є три основних гіпотези стосовно їхнього походження:
1. Волоська теорія (волохи, румуни або арумуни) — базується на тому, що в часописах прямо йдеться про те, що брати — влахи.
2. Болгарська теорія — базується на припущенні, що брати влахи не за національністю, а вихідці з області Валахія.
3. Тюркська теорія (половці чи печеніги) — деякі імена перших правителів мають тюркське походження. Наприклад, Белгун, прізвисько Івана Асена є похідним від тюркського «bilgun», що означає «мудрий».

## Правителі з династії Асень
| Іван Асен I      | 1187 — 1196 | разом із братом заснував Друге Болгарське царство |
| Петро IV         | 1186 — 1197 | разом із братом заснував Друге Болгарське царство |
| Калоян           | 1197 — 1207 | молодший брат Петра IV й Івана Асена I            |
| Боріл            | 1207 — 1218 | син сестри царя Калояна                           |
| Іван Асен II     | 1218 — 1241 | син Івана Асена I                                 |
| Коломан I Асен   | 1241 — 1246 | син Івана Асена II                                |
| Михайло I Асен   | 1246 — 1256 | син Івана Асена II                                |
| Коломан II Асен  | 1256 — 1256 | онук Івана Асена I                                |
| Міцо Асен        | 1256 — 1257 |                                                   |
| Костянтин I Асен | 1257 — 1277 |                                                   |
| Михайло II Асен  | 1277 — 1279 | син Костянтина І                                  |
| Іван Асен III    | 1279 — 1280 | син Міцо Асена, онук Івана Асена II               |

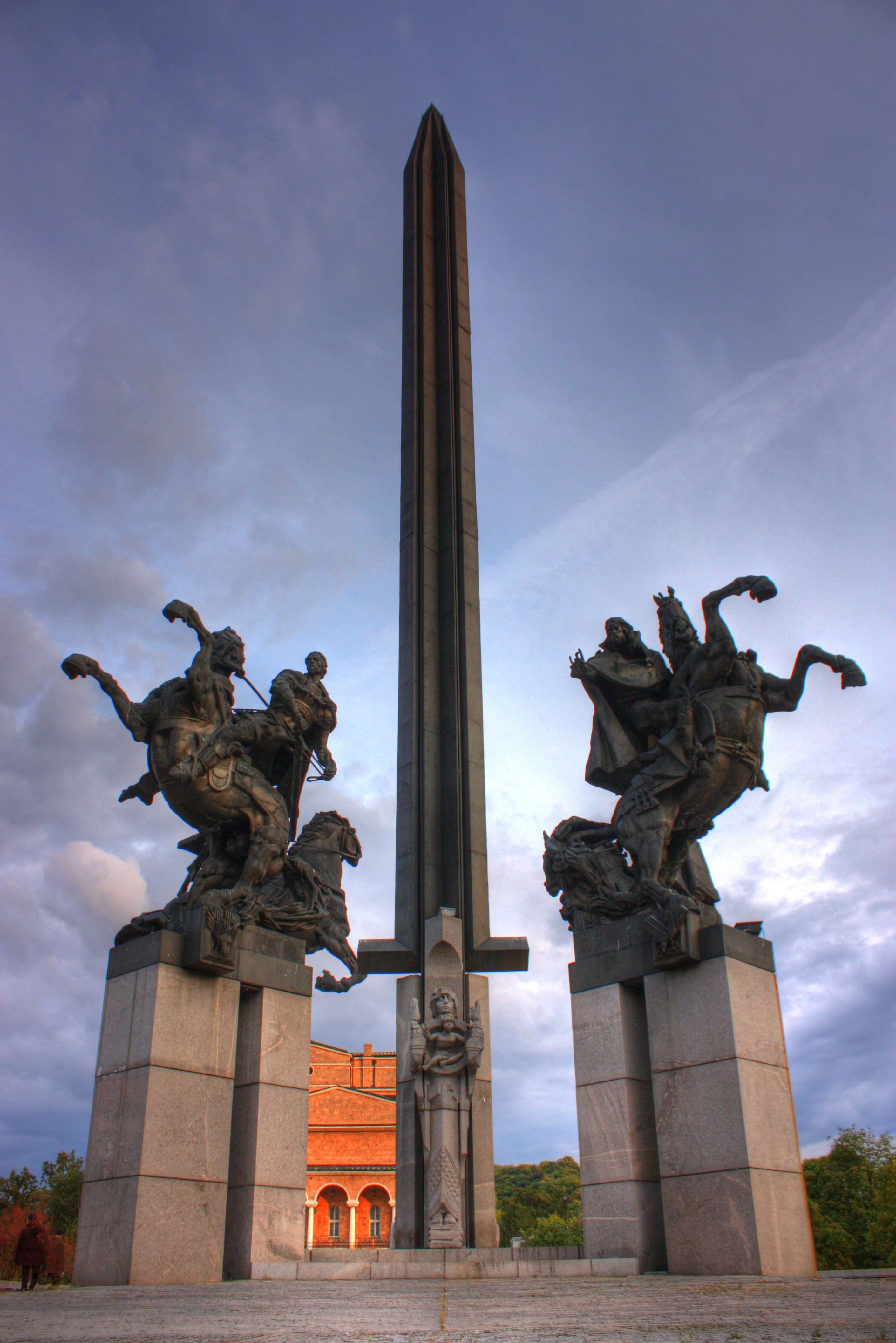
Монумент Асенєвці, Велико-Тирново, скульптор проф. Крум Дамянов

Щиро кажучи, Міцо Асен і Костянтин I Асен не є представниками династії Асенів, оскільки не були пов'язані кровними родинними зв'язками з братами Асенами. Міцо Асен узяв ім'я Асен під час сходження на престол, оскільки був одружений з Марією, дочкою Івана Асена II. Костянтин I Асен також узяв ім'я Асен під час коронації, щоб підкреслити, що він одружений з онукою царя Івана Асен II.
У подальшому царі Болгарії часто підкреслювали свою спадковість (іноді неправдиву) з династією Асенів. Частина династії Шишманів (починаючи з царя Івана Александра) також є нащадками Асенів (через одну з дочок Івана Асена II).